# Moria
U izmišljenoj povijesti J. R. R. Tolkiena, Moria je ime koje su Eldari dali velebnom podzemnom spletu tunela, odaja, rudnika i ogromnih dvorana na sjevero-zapadu Međuzemlja, koji su prolazili ispod Maglenog gorja (Ered Luin). Tamo je tisućama godina boravio klan patuljaka znan kao Durinov narod ili Dugobradi.
Tijekom svoje duge povijesti, ovaj podzemni grad i nekadašnje središte patuljačke industrije su također nazivali i drugim svjetlijim imenima kao što su: Hadhodrond (sindarski naziv), Casarrondo (noldorski naziv)  i Phurunargian naziv na zajedničkom jeziku, koji su svi značili Boravište patuljaka (eng. Dwarrowdelf). U njegovim kasnijim danima tame, u preko tisuću godina Trećeg doba postao je opće poznat kao Moria, što znači 'Crni ponor' ili 'Crna jama'.

## Početci
Dwarrowdelf je osnovao Durin 'Besmrtni' u dalekoj prošlosti, prije stvaranja Sunca i Mjeseca. Durin se probudio na Planini Gundabad nedugo nakon što su se probudili vilenjaci, i kao najstarijem među Očevima patuljaka bio je vrhovni vođa patuljaka, naslov koji su kasnije naslijedili njegovi potomci, kraljevi Dugobradih.
Od planine Gundabad, Durinov se rastući klan "raširio južno duž ravnica Anduina", cijelo vrijeme "napadan od strane Morgothovih orka". Po legendi, Durin je konačno pronašao "udolinu sjena između golemih ruku planina, iznad kojeg su bliještala tri bijela vrhunca". U toj gusto pošumljenoj ravnici, dugački niz kratkih vodopada vodio je u dugačko, ovalno čarobno jezero: "Tamo, kao dragulji u dubini bliještaše treperave zvijezde, iako je sunce obasjavalo nebo nad jezerom". Uvidjevši da te zvijezde tvore blještavu krunu nad njegovom glavom, Durin je to shvatio kao jasan znak i imenovao jezero Kheled-zarâm, 'Zrcalno jezero'.
Tri vrhunca nad jezerom nazvao je Baranzinbar 'Caradhras', Zirakzigil 'Celebdil' i Bundushathûr 'Fanuidhol'. Ledeno hladne izvore koji su ga napajali nazvao je 'Kibil-Nâla', neznanog značenja, iako je samoj ravnici dao ime 'Azanulbizar' Dimrilska ravan. Durin je izabrao spilje nad Kheled-zarâmom kao najranije početke svoje utvrde: Khazad-dûma, 'Boravišta patuljaka'.
Sva ova mjesta ostala su cijenjena među Durinovim narodom u kasnijim danima. Njegovi potomci su podigli runama ispisan monolit na mjestu s kojeg je prvi put pogledao u Zrcalno jezero, pa iako je monolit postao izrazito istrošen od vremenskih neprilika do kraja Trećeg doba, slomljen, napuknut i izblijedio, utjecaj Durina I, kralja-osnivača Khazad-dûma, nikada nije zaboravljen.
Khazad-dûm je neprestano rastao veličinom i brojnošću tijekom Durinova dugačkog života, dok nije postao "najveći od svih boravišta patuljaka", čak i prije povratka Noldora u Međuzemlje. Do tog vremena Khazad-dûm je već bio "ime i glasina u riječima patuljaka s Modrih planina" poznat svim Eldarima Belerianda.
Nakon njegove smrti ugled Durinova kraljevstva je nastavio rasti, ne samo zbog njegova duhovnog prvenstva među ostalim Očevima patuljaka kao najstarijeg među njima, ili zbog Dwarrowdelfova velikog rasta u veličini, nego zbog njegova velikog bogatstva, koje je zasnovano na jedinstvenom dragocjenom metalu mithrilu, koji je bio svugdje tražen i slavljen zbog svojih osobina, ali nije pronađen nigdje drugdje u Međuzemlju, iako ima naznaka da je pronalažen i u Númenoru i Amanu.

## KasnijePrvo doba
Patuljci iz zapadnijih nastambi borili su se u mnogim bitkama Belerianda, ali Khazad-dûm nije sudjelovao u njima, i zapravo je bio pošteđen napada orka tijekom zadnjih pet stoljeća Prvog doba, "kada je Morgoth trebao sve svoje snage" drugdje. Dugobradi su zadržali veze s prostalih šest patuljačkih klanova, i kad su prvi ljudi došli u Rhovanion, Khazad-dûm je ubrzo počeo trgovati s njima, mijenjajući proizvode njihove razvijene metalurgije i graditeljstva za hranu, na veliku korist oba naroda.

## Drugo doba
Četrdeset godina nakon uništenja Belerianda, mnogi patuljci iz nedavno uništenih gradova Nogroda i Belegosta su došli u već veleban i drevan Dwarrowdelf, povećavši njegovu moć, iako su ih u isto vrijeme orci ponovo dobro naoružani i mnogobrojni, okrutni, divlji i neoprezni neprestano napadali. U bitkama koje su slijedile orci su bili brojno nadmoćni, a patuljci, iako najpouzdaniji ratnici među svim Narodima Jezika bilo im je drago sklopiti savez s ljudima." orci su još lakše poraženi novom kombinacijom khazad-dûmskog teškog pješaštva i jahača streličara koje su poslali ljudi, tako da su Dugobradi poslije toga počeli gospodariti sjevernim i središnjim Maglenim gorjem i zemljama istočno od njega, iako je Khazad-dûm oduvijek "smatrao Željezno gorje, Ered Mithrin, i istočne ravni Maglenog gorja svojom zemljom". Naposljetku ljudi su pomogli patuljcima Khazad-dûma "u upravljanju zemljama koje su oni osigurali".
Osnivanjem noldorskog kraljevstva Eregiona zapadno od Khazad-dûma oko 700. godine, prijateljski odnosi između Dugobradih i Eldara su učvršćeni. Mnogi Eldari su pomogli u razvoju odaja Khazad-dûma, i on je "postao daleko ljepši" u tom razdoblju. Ovo prijateljstvo rezultiralo je velikim proširenjem podzemnog kompleksa prema zapadu: Dwarrowdelfovi naseljivi dijelovi su ostali na istočnoj strani, ali prolazi su bili iskopani kroz kilometre stijena koji su završavali velebnim kamenim dverima pred samim vilenjačkim kraljevstvom - Zapadna Vrata - "koja su se otvarala prema njihovoj zemlji i uglavnom korištena od strane vilenjaka." Celebrimbor, Gospodar Eregiona, koristio je ithildinska slova u ime patuljka Narvia kad je ovaj napravio ta vrata, da bi napravio natpis koji kaže: Im Narvi hain echant. Celebrimbor o Eregion teithant i thiw hin: "Ja, Narvi, sam ih napravio. Celebrimbor Eregionski je napisao ove znakove."
Zapadna Vrata su omogućila vilenjačkoj gospi Galadriel da prođe istočno kroz Khazad-dûm i osnuje Lothlórien ispod Azanulbizara, i nandorski vilenjaci koji su ranije napustili to područje da izbjegnu rastuću moć Khazad-dûma, vratili su se i naselili ondje.
Cijeli Dwarrowdelf je početno bio osvijetljen mnogim "bliještavim kristalnim svijetiljkama", iako su dvorane na najvišim razinama bile također osvijetljene prozorima i oknima koji su prokopani kroz obronke planina. Ove razine se nalaze između prolaza s pedeset ili više kamenih stubišta, sedam izbušenih kroz planinu iznad razine tla, i još mnogo podzemnih razina - ili 'Dubina' - pod Velikim Vratima na čelu Dimril-doca. Svaka razina se sastoji od više lučnih prolaza, odaja i mnogih stupovima poduprtih dvorana, često s "crnim zidovima, ispoliranim i glatkim kao staklo". Ispod razine Vrata nalaze se rudnici, skladišta, pa čak i tamnice, iako daleko ispod najnižih Dubina Khazad-dûma, postoje prirodni tuneli u stalnoj tami, mučeni 'bezimenim stvorovima' koji tamo žive od najranijih početaka Arde. Malo ih je, ako i postoje takvi, koji su ikad vidjeli ta stvorenja, i njihovi opisi ne postoje.
Jedna važna znamenitost Dwarrowdelfa je bila obrambena građevina znana kao Durinov most, "uzak kameni most, bez ograde ili ruba", koji je premošćivao 15 i pol metara širok bezdan neutvrđene dubine. Druga građevina, slavljena u legendi, je Beskrajno stubište, koje se penje "od najniže tamnice do najvišeg vrhunca", gdje je završavalo u Durinovoj kuli, klesanoj iz žive stijene na vrhu Zirakzigila.
Zapadna vrata i Velika vrata su ostala jedina dva poznata izlaza iz Khazad-dûma, što se pak pokazalo sretnom okolnošću tijekom Rata vilenjaka i Saurona sredinom Drugog doba: pobjedničke horde Gospodara tame u Eregionu su bile neočekivano odvučene s bojišta napadom patuljaka iz Khazad-dûma, koji su se, pošto je njihov zadatak bio izvršen, povukli iza Narvijevih neprobojnih vrata. Poslije toga, Sauron je zamrzio i zadržao duboku mržnju prema Khazad-dûmu i naredio je svojim orcima da napadaju Durinov narod kad god im se ukaže prilika, iako su "dvorane Khazad-dûma bile preduboke i prejake i pune naroda koji je bio prebrojan i prehrabar, da bi ga Sauron osvojio izvana". Unatoč tome, "njegov narod je počeo nestajati" od tog vremena, vjerojatno zbog gubitka opskrbe hranom koju su pružali ljudi iz dolina Anduina.

## Treće doba
Nakon Sauronova poraza Khazad-dûm se mogao malo oporaviti, i tek nekih 1300 godina kasnije Dugobrade su ponovno napali orci. Ali katastrofa se nije približavala izvana: do tog vremena lakše dostupne žile mithrila su iscrpljene, i konačno, godine 1980., rudari Khazad-dûma su kopali toliko duboko da su probudili ili oslobodili strašno moćno i zlo biće. Taj Morgothov Balrog je ubio kralja Durina VI te godine, a tijekom sljedeće godine ubio je i Náina, njegova sina. patuljci nisu mogli pobijediti ili barem protjerati Durinov usud pa su bili prisiljeni napustiti svoj stari dom i pobjeći u Erebor.  Khazad-dûm je napušten, i vilenjaci su ga prozvali "Moria". Orci Maglenog gorja tada su se nastanili u Moriji: po nekim izvorima po Sauronovoj zapovjedi.
Poslije mnogih stoljeća, 2790. godine, Thrór, Durinov nasljednik, otjeran iz Erebora napadima zmaja Smauga, budalasto je pokušao ući u dom svojih predaka unatoč upozorenjima da to ne radi. Ubio ga je poglavica orka Azog, neslavno ubojstvo je uzrokovalo Rat patuljaka i orka kulminirajući Bitkom Azanulbizara pred istočnim vratima Morije devet godina kasnije. Patuljci su pobijedili i samog Azoga obezglavio je Dáin II Željeznanoga prije nego što je veliki Ork uspio doći u sigurnost vrata, ali i patuljci su pretrpjeli teške gubitke i nisu se htjeli suočiti s Durinovim usudom. Poginulih je bilo toliko mnogo da patuljci nisu mogli iskopati dovoljno grobnica za ubijene, po svom običaju, nego su bili prisiljeni spaliti svoje mrtve. Posjekli su toliko drveća da bi napravili lomaču da je dolina Azanulbizara ("Dimrill dolac") zauvijek očišćena od drveća. Poginuli su bili počasno znani u budućim godinama kao "Spaljeni patuljci". Poslije te Pirove pobjede, Thrórov sin Thráin II pokušao je ponovno ući u rudnike, ali Dáin ga je zaustavio i prorokovao da neka druga sila, a ne patuljci, mora doći prije nego što se Durinov narod može vratiti u Moriju.
Pri kraju Trećeg doba par generacija kasnije, patuljak Balin poveo je družinu s ciljem otvaranja grada, uključujući Flóia, Óina, Oria, Frára, Lónia i Nália, iako je Balinova misija bila protiv želja kralja Dáina. Na početku je sve išlo dobro, ali poslije pet godina koloniju su uništili orci. Kralja Dáina je tada dvaput posjetio glasnik Mordora, nudeći povratak tri preostala od Sedam patuljačkih prstenova i kraljevstva Morije, ako bi Dáin surađivao u pronalasku Jedinstvenog Prstena. Ponuda je odbijena, ali nije poznato je li "veliki majstor izdaje", imao ikakve nadmoći nad Durinovim usudom.
Prstenova družina je nevoljko krenula kroz Moriju 3019. godine, i iako su Velika vrata tada razbijena, oni prolaze kroz Narvijeva vrata na zapadu s teškoćama i u velikoj opasnosti. Mnoge od dugo napuštenih donjih Dubina su poplavljene i nedostupne, a Družina se nadala da je većina Orka bila ubijena u Bitci pet vojski par desetljeća ranije. Kad su došli do Odaje Mazarbula prema kraju svog putovanja, Družinu su napali trol i mnogi orci, prije nego im je prišao sam Durinov usud. Gandalf se sukobio s demonom na Mostu Khazad-dûma, blizu ostataka Istočnih vrata, gdje se dvojac kratko borio prije nego što su bacili jedan drugog u bezdan pod mostom, omogućivši ostatku Družine da pobjegne. Gandalf i Balrog su preživjeli pad i nastavili svoj epski dvoboj od iskonskih dubina Morije do vrha Zirakzigila, konačno uništavajući i Toranj i Stubište.

## Četvrto doba
Nakon izgona iz Khazad-dûma, Dugobradi patuljci su neprestano čeznuli za domovinom, čak i kad je prošlo više od tisuću godina; Azanulbizar im je postao "duboka, sjenovita dolina koju ne mogu zaboraviti", kao što su bili primorani utjelovljavati "sliku tih planina u mnoga djela od metala i kamena, i u mnoge priče i pjesme. Oni postoje visoki u našim snovima..."
Smrću Balroga, Dugobradima je put povratka u Dwarrowdelf bio osiguran, i priča se da je nakon par stoljeća u Četvrtom dobu, Durin VII - potomak (neki izvori kažu sin) Thorina III Kamenogšljema - naposljetku poveo svoj narod natrag u njihov drevni dom za kojim su tako dugo čeznuli, obnavljajući što je mogao od negdašnjeg slavnog bogatstva Khazad-dûma rano u Četvrtom dobu.